# Cyclocephala prolongata
Cyclocephala prolongata är en skalbaggsart som beskrevs av Gilbert John Arrow 1902. Cyclocephala prolongata ingår i släktet Cyclocephala och familjen Dynastidae. Inga underarter finns listade i Catalogue of Life.